# 石垣村 (和歌山県)
石垣村（いしがきむら）は、和歌山県有田郡にあった村。現在の有田川町の南西部、有田川・修理川の流域、国道424号の沿線にあたる。

## 地理
- 山岳：大鳴海山、太田岳、白馬山
- 河川：有田川、修理川、経谷川

## 歴史
- 1889年（明治22年）4月1日 - 町村制の施行により、吉原村・糸川村・修理川村・松原村・歓喜寺村・宇井苔村の区域をもって発足。
- 1955年（昭和30年）4月1日 - 鳥屋城村・五西月村と合併して金屋町が発足。同日石垣村廃止。